# La Zubia
La Zubia er en by og kommune i det sydøstlige Spanien i provinsen Granada. Den har et indbyggertal på 20.056 (2024) indbyggere.